# Kazimierz Romaniuk
Kazimierz Romaniuk (ur. 21 sierpnia 1927 w Hołowienkach, zm. 25 lutego 2025 w Warszawie) – polski duchowny rzymskokatolicki, profesor nauk biblijnych, rektor Wyższego Metropolitalnego Seminarium Duchownego i Akademickiego Studium Teologii Katolickiej w Warszawie w latach 1971–1982, biskup pomocniczy warszawski w latach 1982–1992, biskup diecezjalny warszawsko-praski w latach 1992–2004, od 2004 biskup senior diecezji warszawsko-praskiej, autor Biblii warszawsko-praskiej, samodzielnego przekładu Pisma Świętego z języków oryginalnych.

## Życiorys
Urodził się 21 sierpnia 1927 w Hołowienkach jako czwarte z pięciorga dzieci Władysława i Rozalii z domu Zygmunt. Podczas okupacji niemieckiej pobierał nauki na tajnych kompletach gimnazjalnych „Przyszłość” w Warszawie, które ukończył w 1944 z małą maturą. Brał udział w powstaniu warszawskim. Po jego upadku został internowany w obozie w Pruszkowie, z którego zbiegł. Do końca okupacji ukrywał się, po czym kształcił się w Liceum Humanistycznym im. Adama Mickiewicza w Warszawie, gdzie w 1946 złożył egzamin dojrzałości.
W latach 1946–1951 odbywał studia filozoficzno-teologiczne na Wydziale Teologii Katolickiej Uniwersytetu Warszawskiego (uzyskując w 1951 magisterium) i równocześnie zdobywał formację kapłańską w Wyższym Metropolitalnym Seminarium Duchownym w Warszawie. Na subdiakona wyświęcił go 21 października 1951 biskup pomocniczy warszawski Zygmunt Choromański, a na diakona 11 listopada 1951 Wacław Majewski, także biskup pomocniczy warszawski. Święceń prezbiteratu udzielił mu 16 grudnia 1951 w kościele Najczystszego Serca Maryi w Warszawie arcybiskup Stefan Wyszyński, prymas Polski. Inkardynowany został do archidiecezji warszawskiej. W 1953 na Wydziale Teologii Katolickiej Uniwersytetu Warszawskiego uzyskał doktorat z nauk teologicznych w zakresie patrologii na podstawie dysertacji Św. Hieronim a Rufin z Akwilei. Z problematyki sporów orygenesowskich na przełomie IV i V wieku. Dalsze studia odbył w latach 1956–1958 w Papieskim Instytucie Biblijnym w Rzymie, kończąc je z licencjatem nauk biblijnych, i w École biblique et archéologique française w Jerozolimie w latach 1959–1961, gdzie po przedłożeniu pracy Miłość Ojca i Syna w soteriologii św. Pawła otrzymał doktorat. Habilitował się w 1966 na podstawie rozprawy Idea bojaźni Bożej w teologii św. Pawła. W 1969 otrzymał tytuł naukowy profesora nadzwyczajnego, a w 1971 profesora zwyczajnego nauk biblijnych (zatwierdzony przez Kongregację Wychowania Katolickiego w 1981).
Pracował jako wikariusz w parafii św. Szczepana w Raszynie (1951–1952) i w parafii Matki Boskiej Nieustającej Pomocy w Warszawie, gdzie ponadto pełnił funkcję prefekta (1952–1955). W 1973 otrzymał godność kapelana honorowego Jego Świątobliwości, a w 1979 został mianowany kanonikiem kapituły metropolitalnej warszawskiej.
Od 1953 był zatrudniony na Wydziale Teologii Katolickiej Uniwersytetu Warszawskiego, najpierw jako asystent, a następnie adiunkt, gdzie prowadził zajęcia z łaciny kościelnej i patrologii. W latach 1955–1956 i 1961–1963 pełnił funkcję prefekta studiów w Wyższym Metropolitalnym Seminarium Duchownym w Warszawie. W tymże seminarium w latach 1954–1956 uczył łaciny kościelnej i patrologii, a w latach 1961–1984 egzegezy Nowego Testamentu, łaciny kościelnej i języka francuskiego. W latach 1971–1982 sprawował urząd rektora Wyższego Metropolitalnego Seminarium Duchownego i równocześnie Akademickiego Studium Teologii Katolickiej w Warszawie. Od 1962 do 1976 wykładał Pismo św. na Katolickim Uniwersytecie Lubelskim, najpierw jako adiunkt, a od 1966 jako docent. Na tej uczelni w latach 1966–1976 był kierownikiem Katedry Teologii Biblijnej Nowego Testamentu. W 1966 podjął wykłady w Prymasowskim Studium Życia Wewnętrznego w Warszawie. W latach 1970–1972 był docentem na Wydziale Teologicznym Towarzystwa Jezusowego „Bobolanum” w Warszawie, a w latach 1976–1983 najpierw docentem, a następnie profesorem w Katedrze Biblistyki Nowego Testamentu na Wydziale Teologicznym Akademii Teologii Katolickiej w Warszawie.
W 1966 wszedł w skład Międzynarodowego Stowarzyszenia Nowotestamentalistów Studiorum Novi Testamenti Societas. W latach 1975–1978 był członkiem komitetu wykonawczego tego gremium. W Episkopacie Polski wszedł w skład Komisji ds. Nauki, Rady Naukowej i Komisji ds. Seminariów. Dokonał samodzielnego tłumaczenia Pisma Świętego z języków oryginalnych, które wydał pod tytułem Biblia warszawsko-praska. Uczestniczył w przygotowaniu ekumenicznego przekładu Nowego Testamentu i Psalmów.
20 lutego 1982 papież Jan Paweł II mianował go biskupem pomocniczym archidiecezji warszawskiej ze stolicą tytularną Sicca Veneria. Święcenia biskupie otrzymał 4 marca 1982 w bazylice archikatedralnej św. Jana Chrzciciela w Warszawie. Konsekrował go Józef Glemp, arcybiskup metropolita gnieźnieński i warszawski, w asyście kardynała Franciszka Macharskiego, arcybiskupa metropolity krakowskiego, i Władysława Miziołka, biskupa pomocniczego warszawskiego. Jako dewizę biskupią przyjął słowa „In Te confido” (Ufam Tobie). W latach 1982–1992 sprawował urząd wikariusza generalnego archidiecezji. W kurii metropolitalnej pełnił funkcję przewodniczącego Wydziału Administracji Ogólnej i Spraw Finansowych.
25 marca 1992, wskutek reorganizacji podziału administracyjnego Kościoła w Polsce, Jan Paweł II przeniósł go na urząd biskupa diecezjalnego nowo utworzonej diecezji warszawsko-praskiej. Ingres do katedry św. Michała Archanioła i św. Floriana w Warszawie odbył 12 kwietnia 1992, a do konkatedry Matki Bożej Zwycięskiej w Warszawie 24 maja 1992. W latach 1998–2000 przeprowadził I synod diecezjalny. W 1999 gościł w diecezji papieża Jana Pawła II podczas jego podróży apostolskiej do Polski. 26 sierpnia 2004 Jan Paweł II przyjął jego rezygnację z obowiązków biskupa diecezjalnego warszawsko-praskiego.
W Episkopacie Polski został wiceprzewodniczącym Komisji ds. Wydawnictw Katolickich, wszedł w skład Rady Naukowej, Komisji ds. Nauki Katolickiej i Komisji ds. Seminariów Duchownych. Został też przewodniczącym Podkomisji ds. Pisma Świętego. Ponadto został współprzewodniczącym Komisji Wspólnej ds. Fakultetów Papieskich, Podkomisji Państwowo-Kościelnej ds. Seminariów i Państwowej Komisji Kodyfikacyjnej ds. Ustawy o Szkolnictwie Wyższym. W 1965 został członkiem-przedstawicielem Episkopatu w Światowej Federacji Apostolatu Biblijnego, w którym to gremium w latach 1971–1977 pełnił funkcję członka zarządu.
Był współkonsekratorem podczas sakr biskupów pomocniczych warszawskich: Mariana Dusia (1986), Stanisława Kędziory (1987), Piotra Jareckiego (1994), Tadeusza Pikusa (1999), Józefa Górzyńskiego (2013) i Rafała Markowskiego (2013), biskupa pomocniczego gnieźnieńskiego
Jerzego Dąbrowskiego (1982), biskupa pomocniczego ełckiego Romualda Kamińskiego (2005) i biskupa pomocniczego warszawsko-praskiego Marka Solarczyka (2011).
Zmarł 25 lutego 2025 w Wojskowym Instytucie Medycznym w Warszawie. 1 marca 2025 został pochowany w krypcie bazyliki katedralnej św. Michała Archanioła i św. Floriana w Warszawie.

## Wyróżnienia
Nadano mu honorowe obywatelstwo: Otwocka (1994), Radzymina (1997), Mińska Mazowieckiego (2001) i Warszawy (2008). Został wyróżniony Medalem Pamiątkowym „Pro Masovia” (2012).
Otrzymał nagrodę Stowarzyszenia Tłumaczy Polskich (1991) i nagrodę główną Feniks Stowarzyszenia Wydawców Katolickich (2005).